# Димитър Тилков
 Тази статия е за езиковеда.  За общественика вижте Димитър Тилков (Кърчово).  
Димитър Стоев Тилков е български учен, езиковед от Македония.

## Биография

### Произход и образование
Роден е в Мелник на 2 юни 1933 година в семейство на бежанци от Егейска Македония. Завършва гимназия в Сандански през 1951 година, а през 1955 година завършва българска филология в Софийския държавен университет.

### Кариера
Работи като учител в гимназия и директор в Гоце Делчев до 1958 г. Работи като учител в София от 1958 до 1961 г. Тилков става преподавател по български език за чужденци към катедрата по български език в Софийския университет в 1961 г. Лектор е по български език в университета в Страсбург от 1963 до 1967 г. В Страсбург специализира експериментална фонетика при Жорж Страка, под чието ръководство защитава дисертация за държавен докторат през 1968 г., озаглавена „La vocalisme bulgare“. В същата 1968 година ВАК присъжда на Тилков степен доктор на филологическите науки и той започва работа като научен сътрудник в Института за български език (ИБЕ) при БАН. Работи като гост професор и ръководител на Фонетичния институт в Гренобълския университет от 1970 до 1972 г. Във връзка с установяването на книжовен език в Мали, който да е създаден на основата на местните диалекти, Тилков работи като експерт по образованието в Мали през 1973 г. След това се хабилитира като старши научен сътрудник II степен през 1980 г. В същата година се връща в Софийския университет, където води лекции в катедрата по български език по експериментална фонетика, българска фонетика и общи проблеми на фонетиката. През това време, от 1970 до 1981 г., е ръководител на лабораторията по фонетика и фонология при ИБЕ и Факултета по славянски филологии, а от 1973 до 1974 г. е заместник-директор на Летния семинар за чуждестранни българисти и слависти. Тилков също така е член на Парижкото и на Европейското лингвистично дружество. Умира в София на 18 октомври 1981 г.
Носител е посмъртно на Димитровска награда.

## Трудове
Трудовете на Тилков са в областта на българската, общата и експерименталната фонетика, на диалектологията, фонологията, езиковата култура, акцентологията и езиковото строителство. Сред по-значимите му трудове са:
- „Кратка практическа фонетика на българския език: за студенти-чужденци“ (София, Наука и изкуство, 1962)
- „Гласната ы в говора на с. Тихомир, Кърджалийско“ (1962)
- „Остатъци от старобългарското относително местоимение иже в говора на с. Тихомир, Кърджалийско“ (1963)
- „Към въпроса за типологията на родопското акане“ (1964)
- „Вокалната фонемна система на българския книжовен език“ (1966)
- „Онагледяване на материала по български език“ (София, 1966, съвместно с Тодор Бояджиев)
- „Акустична характеристика на гласните в българския книжовен език“ (1968)
- „Акустичният ефект от палатализиращото въздействие на гласните е и върху съгласните г, к, х в българския език“ (1970)
- „Сонорните съгласни в книжовния български език“ (1970)
- „La vocalisme bulgare“, Paris (1970)
- „Някои наблюдения върху интензитета на ударените и неударените гласни“ (1971)
- „Изследване върху акустичния състав на съгласните в българския книжовен език“ (1972)
- „Функциониране на фонемата в книжовния български език“ (1974)
- „Българска фонетика“ (София, 1981, съвместно с Тодор Бояджиев)
- „Изследвания върху българския език“ (София, Народна просвета, 1983)